# 산로렌소쥐
산로렌소쥐(Peromyscus interparietalis)는 비단털쥐과에 속하는 설치류의 일종이다. 멕시코에서만 발견되며, 바하칼리포르니아주 동부 해안에서 떨어진 산로렌스 노르테와 산로렌소 수르, 살시푸에데스 섬에서만 알려져 있다. 특히 산로렌스 수르에서 포식자 야생고양이와 집고양이의 위협을 받고 있다.